# 劳春燕
劳春燕（1972年11月30日—），浙江绍兴人，毕业于复旦大学，中国共产党党员（1993年入党），曾在上海市东方卫视担任《东方夜新闻》主持人，目前是中国中央电视台节目主持人。

## 生平
1990年，劳春燕高考时以绍兴市文科状元，浙江省文科第四名的优异成绩考入复旦大学新闻系。2003年1月又在复旦大学获经济学硕士学位。大学毕业后，劳春燕曾在上海电视台东方卫视担任《今日报道》主播、《新闻透视》主持人、记者兼责任编辑。2001年，劳春燕担任东方卫视《人在上海》主持人。2004年，劳春燕加入中国中央电视台，主播《中国法治报道》、《大家看法》、《环球视线》、《中国新闻》、《东方时空》、《新闻1+1》等节目。
作为记者，曾经专访过包括诺贝尔奖得主丁肇中、英特尔公司前總裁安迪·格罗夫、台湾亲民党主席宋楚瑜、奥运冠军刘翔、小巨人姚明等在内的多位名人要人，还曾经为CNN著名的《WORLD REPORT》栏目采制英语报道；作为主播，她先后主持了包括阿拉法特葬礼、别斯兰人质事件、连宋大陆行、俄罗斯纪念二战胜利六十周年、发现号重返太空以及神舟六号载人航天特别节目等多次重大新闻直播，并曾以深度报道《415韩航空难调查》获得中国新闻奖二等奖、上海新闻奖一等奖。2014年2月，获得2013年度中国金话筒奖（电视播音员主持人奖）。
2021年，中央广播电视总台文艺节目中心为庆祝中国共产党成立100周年，组织文艺界党员录制MV《不忘初心》。《不忘初心》标示劳春燕在1993年加入中国共产党，党龄28年。

## 家庭
- 丈夫：裘正義（1964年-），浙江杭州人，復旦大學法學博士，《新民晚報》副總編輯，高級編輯，上海市報業協會副會長，亞洲傳播協會常務理事。曾任復旦大學新聞學院副院長。[來源請求]

## 主持电视节目

### 上海电视台（2001-2004年）
- 《今日报道》
- 《新闻透视》
- 《人在上海》

### 中国中央电视台（2004年至今）
- 《中国法治报道》
- 《大家看法》
- 《环球视线》
- 《中国新闻》
- 《东方时空》
- 《新闻1+1》
- 《焦点访谈》

## 书籍
- 《人在上海》（2003年编纂）